# Åsfly, Gästrikland
Åsfly är en sjö i Sandvikens kommun i Gästrikland och ingår i Gavleåns huvudavrinningsområde.